# Ogy-Montoy-Flanville
Ogy-Montoy-Flanville község Franciaország Grand Est régiójában, Moselle megyében. Új községként 2017. január 1-jén jött létre Montoy-Flanville és Ogy korábbi község egyesítésével.

## Népesség
| Lakosok száma | 1699 | 1724 | 1742 | 1759 | 1777 | 1762 | 1792 |
|               | 2015 | 2017 | 2018 | 2019 | 2020 | 2021 | 2022 |